# Climat de l'Essonne
Le département français de l’Essonne se caractérise par un climat océanique dégradé, principalement sous l’influence des régimes d’Ouest - Sud-Ouest.
Cela se traduit par une fréquence élevée des pluies (environ 160 jours par an), paradoxalement l’Essonne figure parmi les départements les plus secs de France, le mot sec étant relatif aux quantités de pluie (560 millimètres par an à Brétigny-sur-Orge contre 870 millimètres à Nice ou 630 millimètres à Marseille). Les précipitations sont bien réparties tout au long de l’année, toutefois l’été connaît des précipitations surtout sous forme d’averses orageuses brèves mais intenses. De 1947 à 2006 la station comptabilise en moyenne 22 jours par an d’orage, 16 jours par an de neige, ainsi que 44 jours par an de brouillard. L’ensoleillement est de 1790 heures par an.
Les températures sont typiques des plaines du bassin parisien (janvier : 0/6 °C, juillet : 13/24 °C à Brétigny). Les températures minimales sont plus élevées d’un à deux degrés Celsius dans le nord du département du fait de l’urbanisation.

## Données climatiques à la station deBrétigny-sur-Orge
La station météorologique locale gérée par Météo-France est située dans la commune de Brétigny-sur-Orge, elle est référencée sous le numéro 91 103 001, à une altitude de 78 mètres, aux coordonnées 48°36’ Nord et 2°20’ Est sur le site de la base aérienne 217.
| Mois                                        | jan.             | fév.            | mars            | avril           | mai             | juin           | jui.            | août            | sep.            | oct.            | nov.            | déc.             | année            |
| ------------------------------------------- | ---------------- | --------------- | --------------- | --------------- | --------------- | -------------- | --------------- | --------------- | --------------- | --------------- | --------------- | ---------------- | ---------------- |
| Température minimale moyenne (°C)           | 0,7              | 1               | 2,8             | 4,8             | 8,3             | 11,1           | 13              | 12,8            | 10,4            | 7,2             | 3,5             | 1,7              | 6,4              |
| Température moyenne (°C)                    | 3,4              | 4,3             | 7,1             | 9,7             | 13,4            | 16,4           | 18,8            | 18,5            | 15,6            | 11,5            | 6,7             | 4,3              | 10,8             |
| Température maximale moyenne (°C)           | 6,7              | 7,9             | 11,9            | 15,2            | 19,2            | 22,7           | 25,5            | 25,2            | 21,3            | 16,3            | 10,5            | 7                | 15,8             |
| Record de froid (°C) date du record         | −20,6 08/01/2010 | −17 23/02/1963  | −9 07/03/1971   | −4,4 12/04/1978 | −1,9 07/05/1957 | 1,4 05/06/1991 | 3,8 01/07/1960  | 3,8 28/08/1974  | 0,2 17/09/1991  | −4,5 29/10/1985 | −9,6 24/11/1998 | −16,4 29/12/1964 | −20,6 08/01/2010 |
| Record de chaleur (°C) date du record       | 15,8 27/01/2003  | 19,5 24/02/1990 | 25,3 25/03/1955 | 29,4 20/04/2018 | 32 28/05/2017   | 37 21/06/2017  | 39,5 01/07/2015 | 39,7 08/08/2003 | 34 05/09/1949   | 30,3 01/10/1985 | 22,1 07/11/2015 | 16,8 17/12/2015  | 39,7 05/08/2003  |
| Nombre de jours avec gel                    | 13,2             | 11,8            | 8               | 2,4             | 0,3             | 0              | 0               | 0               | 0               | 1,1             | 6,6             | 11,5             | 54,9             |
| Ensoleillement (h)                          | 59               | 89              | 134             | 176             | 203             | 221            | 240             | 228             | 183             | 133             | 79              | 53               | 1 798            |
| Record de vent (km/h) date du record        | 115 20/01/1988   | 115 03/02/1990  | 101 25/03/1988  | 83 05/04/1983   | 83 12/05/1983   | 83 27/06/1990  | 122 02/07/1982  | 109 07/08/2018  | 76 21/09/1982   | 101 16/10/1987  | 104 23/11/1984  | 86 27/12/1986    | 122 07/07/1982   |
| Précipitations (mm)                         | 47,6             | 42,5            | 44,4            | 45,6            | 53,7            | 51             | 52,2            | 48,5            | 55,6            | 51,6            | 54,1            | 51,5             | 598,3            |
| Record de pluie en 24 h (mm) date du record | 20,6 20/01/1972  | 20,7 19/02/1977 | 31,3 07/03/1989 | 26,1 22/04/1989 | 35,8 18/05/1978 | 53 01/06/1973  | 65,8 19/07/1972 | 95,7 14/08/1987 | 39,4 12/09/1989 | 55,2 24/10/1966 | 38,7 20/11/1965 | 40 05/12/1988    | 95,7 24/08/1987  |
| Humidité relative (%)                       | 89               | 84              | 79              | 74              | 77              | 75             | 73              | 74              | 79              | 86              | 89              | 89               | 81               |
| Nombre de jours avec neige                  | 4,2              | 3,7             | 2,6             | 0,9             | 0               | 0              | 0               | 0               | 0               | 0               | 1,4             | 2,7              | 15,5             |
| Nombre de jours avec grêle                  | 0,3              | 0,2             | 0,7             | 0,9             | 0,5             | 0,2            | 0,1             | 0,1             | 0,1             | 0,1             | 0,2             | 0,2              | 3,5              |
| Nombre de jours d'orage                     | 0,4              | 0,3             | 0,8             | 1,9             | 3,3             | 3,1            | 3,4             | 3,3             | 1,5             | 0,9             | 0,3             | 0,2              | 19,5             |
| Nombre de jours avec brouillard             | 2,6              | 1,8             | 0,6             | 0,4             | 0,4             | 0,1            | 0               | 0,2             | 0,9             | 2,1             | 2,5             | 2,1              | 13,4             |

| Diagramme climatique                                  |          |             |             |             |            |            |              |              |             |             |          |
| J                                                     | F        | M           | A           | M           | J          | J          | A            | S            | O           | N           | D        |
| 6,70,747,6                                            | 7,9142,5 | 11,92,844,4 | 15,24,845,6 | 19,28,353,7 | 22,711,151 | 25,51352,2 | 25,212,848,5 | 21,310,455,6 | 16,37,251,6 | 10,53,554,1 | 71,751,5 |
| Moyennes : • Temp. maxi et mini °C • Précipitation mm |          |             |             |             |            |            |              |              |             |             |          |

| Ville             | Ensoleillement · (h/an) | Pluie · (mm/an) | Neige · (j/an) | Orage · (j/an) | Brouillard · (j/an) |
| ----------------- | ----------------------- | --------------- | -------------- | -------------- | ------------------- |
| Médiane nationale | 1 852                   | 835             | 16             | 25             | 50                  |
| Brétigny-sur-Orge | 1 798                   | 598             | 16             | 20             | 13                  |
| Paris             | 1 717                   | 634             | 13             | 20             | 26                  |
| Nice              | 2 760                   | 791             | 1              | 28             | 2                   |
| Strasbourg        | 1 747                   | 636             | 26             | 28             | 69                  |
| Brest             | 1 555                   | 1 230           | 6              | 12             | 78                  |
| Bordeaux          | 2 070                   | 987             | 3              | 32             | 78                  |

Plusieurs autres stations météorologiques de moindre importance sont réparties sur le territoire départemental dans les communes de Boigneville, Courdimanche-sur-Essonne, Dourdan et Villiers-le-Bâcle pour les stations automatiques de niveau 2, Bois-Herpin, Bouville, Chatignonville, Épinay-sur-Orge, Fontenay-lès-Briis, Gometz-le-Châtel, Méréville, Milly-la-Forêt, Nainville-les-Roches, Ormoy-la-Rivière, Saint-Chéron, Sainte-Geneviève-des-Bois, Congerville-Thionville, Torfou, Videlles et Villabé pour les stations manuelles de niveau 4.

## Pour approfondir